# Friedrich Hartogs
Friedrich Moritz Hartogs (Bruxelas, 20 de maio de 1874 – Munique, 18 de agosto de 1943) foi um matemático judeu alemão. Conhecido por seu trabalho sobre teoria dos conjuntos e resultados fundamentais sobre múltiplas variáveis complexas.